# Flora Erlangensis
Flora Erlangensis (abreviado Fl. Erlang.) es un libro con ilustraciones y descripciones botánicas que fue escrito por el médico y naturalista alemán August Friedrich Schweigger. Fue publicado en el año 1811.